# Joseph Fraboulet de Kerléadec
Joseph Henri Fortuné Fraboulet de Kerléadec, né à Brest (Finistère) le 26 juin 1817 et mort le 28 avril 1877 au château de Kerascouët en Inguiniel (Morbihan), est un général français. Il a participé aux combats de 1840 à 1870, en Afrique du Nord, dans les Dardanelles et en France.

## Biographie
Joseph Fraboulet de Kerléadec  (1817-1887) est né dans une famille d'ancienne bourgeoisie originaire de Bretagne, issue de Laurent Fraboulet, né le 25 juin 1613, bourgeois de Pontivy. Son fils, Jacques Fraboulet  (1652-1699), était sieur du domaine de Kerléadec, en Berné, dans le Morbihan, dont ses descendants ont conservé le nom. 
Joseph Fraboulet de Kerléadec est le fils de François Joseph Marie Fraboulet de Kerléadec (1779-1830), officier de la marine royale, puis capitaine à la Légion du Morbihan. Il épouse Adeline Gandon des Alliers (née en 1835) qui lui donne deux fils : Joseph Guillaume (1859-1912) et René Fortuné (né en 1861), dont postérité subsistante.

## Carrière

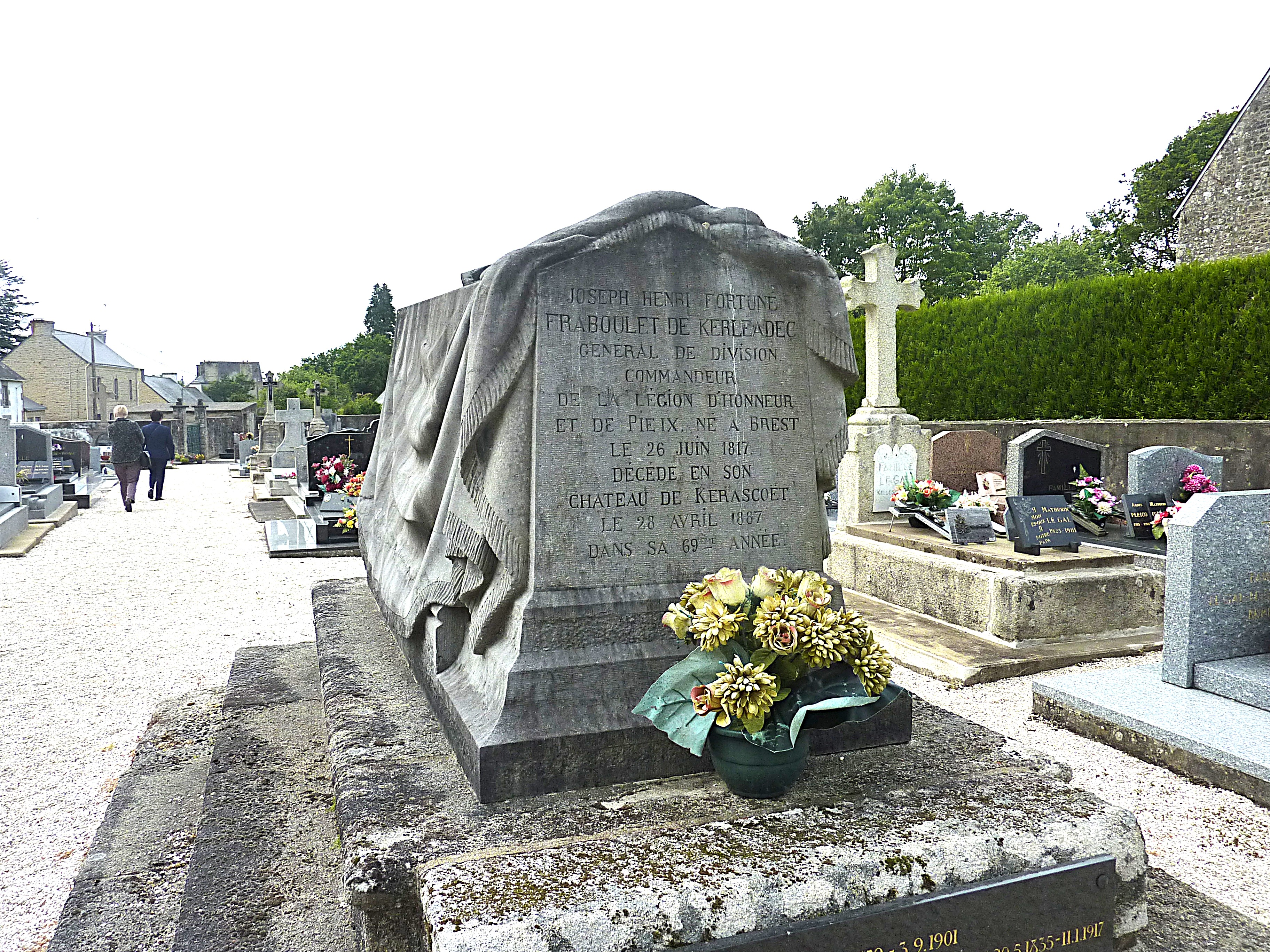
La tombe du général Joseph Fraboulet de Kerléadec dans le cimetière de la chapelle Saint-Yves de Bubry.

Joseph Fraboulet de Kerléadec prépare sa future carrière militaire au Prytanée militaire de La Flèche. Il est reçu à l'École militaire de Saint-Cyr. Il effectue son parcours d'élève-officier dans la promotion de La Comète (1835-1837), dont il sort avec le grade de sous-lieutenant.
- Affecté au 41e régiment de ligne en Algérie, le 10 mai 1840, il est blessé à l'attaque du col de la Mouzaïa. Il reçoit une citation et il est promu au grade de lieutenant. Il participe au combat de Tilhouanet en 1841. Il est blessé à nouveau. Il fait l'objet d'une deuxième citation et il est promu au grade de capitaine.
- Au cours des combats du Maroc, son cheval est tué sous lui à la bataille d'Isly. Il reçoit une nouvelle citation assortie de la Légion d'Honneur.
- Rentré en France en 1850, il est promu au grade de chef d'escadron[2] et nommé officier de la Légion d'Honneur. Il participe en 1854 au siège de Sébastopol, lors de la guerre de Crimée, avec le grade de colonel, commandant le 29e régiment de ligne.
- Le 21 décembre 1866, il est nommé général de brigade et commande successivement des unités militaires en Argonne, à Châlons et dans le Morbihan.
- Au cours de la guerre de 1870, il reçoit le commandement de la 4e brigade du 1er corps d'armée, sous les ordres du général de Mac-Mahon. Après la bataille de Reichshoffen, il prend la tête de la 4e division pour remplacer le général de Lartigue qui vient d'être grièvement blessé. Il défend Bazeilles, mais est blessé à son tour et fait prisonnier par les Allemands.
- Enfin libéré, il est promu au grade de général de division en 1874 et prend sa retraite en 1880, après avoir commandé les troupes du Morbihan à Vannes. Il achève sa carrière avec le grade de commandeur de la Légion d'Honneur.

Le général Fraboulet de Kerléadec est mort le 28 avril 1877, en son château de Kerascouët, entouré des siens.